# Wytreski
Wytreski (biał. Вытраскі, ros. Вытрески) – wieś na Białorusi, w obwodzie mińskim, w rejonie miadzielskim, w sielsowiecie Krzywicze.

## Historia
W czasach zaborów trzy wsie. Jedna w okręgu wiejskim Januszewo, w gminie Krzywicze, w powiecie wilejskim, w guberni wileńskiej Imperium Rosyjskiego. W 1865 roku 22 dusze rewizyjne. Należała do dóbr Januszewo, własność Korsaków. Druga w okręgu wiejskim Dzienisowo, w gminie Krzywicze, w powiecie wilejskim, w guberni wileńskiej Imperium Rosyjskiego. W 1865 roku liczyła 27 dusz rewizyjnych. Należała do dóbr Dzienisowo, własność Przesmyckich. Trzecia w okręgu wiejskim Dzienisowo, w gminie Krzywicze, w powiecie wilejskim, w guberni wileńskiej Imperium Rosyjskiego. W 1865 roku liczyła 19 dusz rewizyjnych. Należała do dóbr Osinówka, własność Jahołkowskich.
W latach 1921–1945 wieś a następnie kolonia leżała w Polsce, w województwie wileńskim, w powiecie wilejskim, w gminie Krzywicze.
Według Powszechnego Spisu Ludności z 1921 roku zamieszkiwało tu 332 osoby, 31 było wyznania rzymskokatolickiego a 301 prawosławnego. Jednocześnie wszyscy mieszkańcy zadeklarowali polską przynależność narodową. Było tu 57 budynków mieszkalnych. W 1931 w 69 domach zamieszkiwało 380 osób.
Wierni należeli do parafii rzymskokatolickiej w Krzywiczach i prawosławnej w Kniahininie. Miejscowość podlegała pod Sąd Grodzki w Krzywiczach i Okręgowy w Wilnie; właściwy urząd pocztowy mieścił się w Kniahininie.
W wyniku napaści ZSRR na Polskę we wrześniu 1939 miejscowość znalazła się pod okupacją sowiecką. 2 listopada została włączona do Białoruskiej SRR. Od czerwca 1941 roku pod okupacją niemiecką. W 1944 miejscowość została ponownie zajęta przez wojska sowieckie i włączona do Białoruskiej SRR.
Od 1991 w składzie niepodległej Białorusi.